# Gal Costa
Gal Costa, nata Maria da Graça Costa Penna Burgos (Salvador, 26 settembre 1945 – San Paolo, 9 novembre 2022), è stata una cantante e attrice brasiliana.
Le canzoni che l'hanno consacrata sono Folhetim e Modinha para Gabriela, tema di apertura della telenovela Gabriela.
Ha ricevuto cinque candidature al Latin Grammy. È stata immortalata da Jorge Amado nel romanzo Santa Barbara dei Fulmini mentre in un concerto dal vivo incide il brano Baby, sul palco insieme a Caetano Veloso, Gilberto Gil e Maria Bethânia.

## Biografia

### Gli inizi
Maria da Graça Costa nacque da Mariah Costa Penna e da Arnaldo Burgos che morì quando la giovane aveva solo quattordici anni. Lavorò in un negozio di dischi di Salvador, dove ebbe modo di ascoltare il panorama discografico contemporaneo, rimanendo affascinata dai motivi di bossa nova e sognando di diventare una cantante. Nei primi anni sessanta, sentendola cantare João Gilberto rimase molto colpito dalle doti canore della ragazza che, anche grazie all'incoraggiamento del suo idolo artistico, entrò nella cerchia musicale della sua città; iniziò a frequentare Caetano Veloso, Maria Bethânia e Gilberto Gil e insieme si ritrovarono sul palco per lo show “Nós, por exemplo”. Lo spettacolo (la Costa era presente come Maria da Graça, prima di ricevere il soprannome Gal con richiamo alla cantante francese France Gall) ebbe un tale successo che venne replicato dopo due settimane con la presenza aggiuntiva di Tom Zé, e ne fu realizzato un altro, Nova bossa velha, velha bossa nova.

### La carriera
Nel 1965 Maria Bethânia fu chiamata a Rio de Janeiro per sostituire Nara Leão nello spettacolo Opinião. In tale occasione, Gal Costa accompagnò l’amica insieme a Caetano Veloso nella città carioca dove il gruppo dei baiani partecipò agli spettacoli Arena canta Bahia ed Em tempo de guerra. L’esordio in sala di registrazione avvenne nel 1965 con l’album Maria Bethânia, in duetto con l’amica nella traccia Sol Negro composta da Veloso; l’anno successivo eseguì il brano Minha Senhora al I Festival Internacional da Canção. Nel 1967 Gal Costa registrò con Caetano Veloso il suo primo album, Domingo; l’anno seguente raggiunse la popolarità anche grazie alla sua presenza al IV Festival de Música Popular Brasileira con il brano Divino Maravilhoso, trasmesso in televisione, e incise, da sola o in coro, Parque Industrial, Hino do Senhor do Bonfim, Mamãe coragem e Baby, quattro tracce dell’album Tropicália: ou Panis et Circensis nel quale insieme a lei cantavano Gilberto Gil, Os Mutantes, Caetano Veloso e Nara Leão; l’LP costituiva un disco-manifesto collettivo del nuovo movimento musicale che va sotto il nome di tropicalismo.

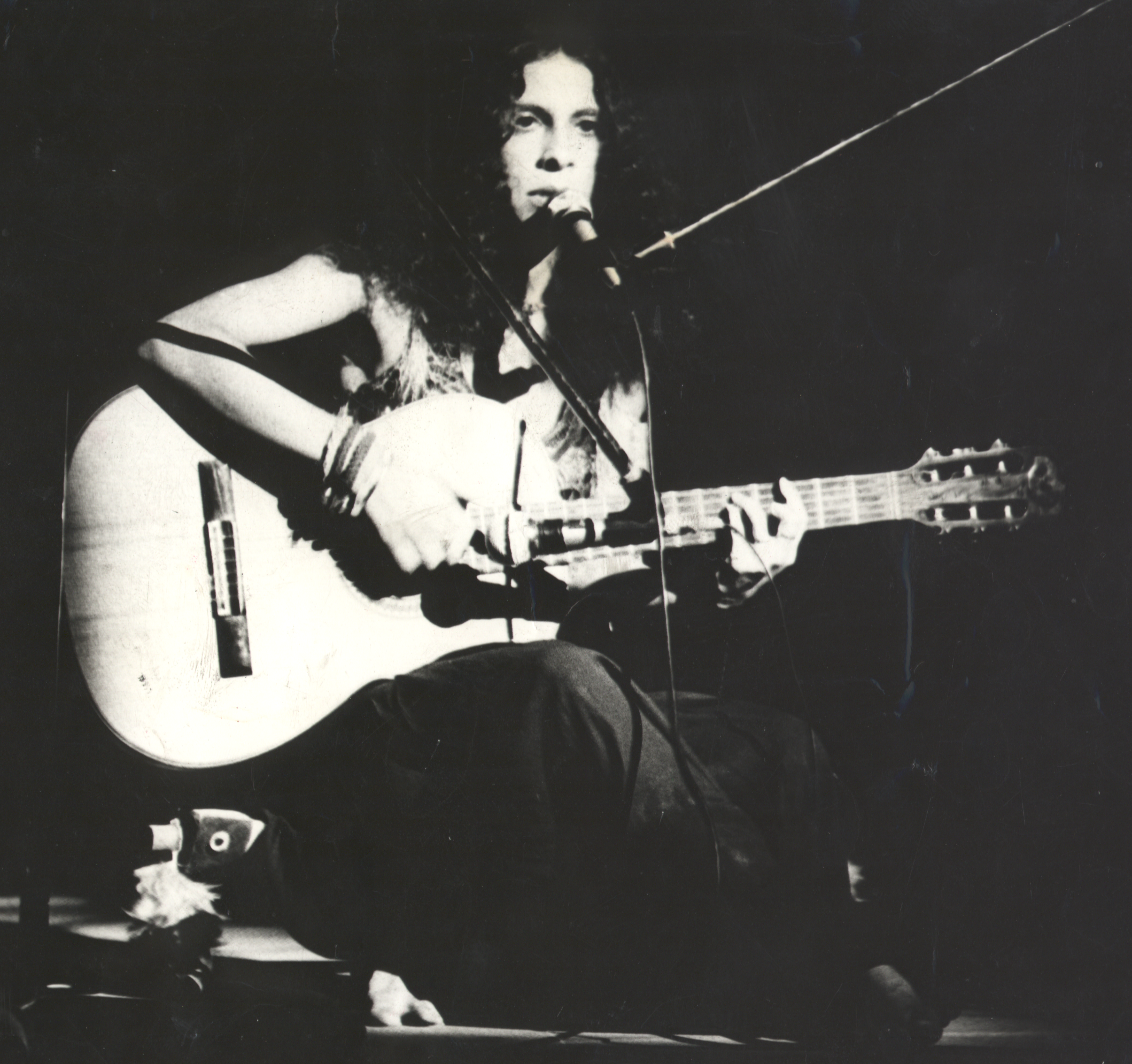
Gal Costa, 1971

Fu poi, per la tv Tupi, fra i protagonisti del programma televisivo Divino, Maravilhoso, che insieme a lei vedeva come ospiti fissi Veloso, Gil, Os Mutantes e Tom Zé, e al quale parteciparono saltuariamente Jorge Ben, Juca Chaves e Paulinho da Viola. Dopo altre collaborazioni e partecipazioni, il 1969 fu l’anno nel quale la cantante registrò il suo primo LP individuale intitolato Gal Costa e contenente due brani che rimasero per molti mesi in classifica, Não identificado, scritto da Caetano Veloso, e Que pena di Jorge Ben; incise un secondo album, anch’esso intitolato Gal Costa, con musiche di Roberto Carlos ed Erasmo Carlos, e si esibì in spettacoli musicali in giro per il Brasile. Nel 1970 la cantante realizzò l’LP LeGal,, un album con influenze blues rock e R&B nel quale emerse la traccia London, London composta da Veloso – in esilio come Gilberto Gil per le idee avverse al regime militare – che la cantante intese omaggiare appunto con questo brano. L’anno successivo fu pubblicato l’album doppio Gal a todo vapor, tratto dallo spettacolo omonimo del quale Roberto Menescal curò l’adattamento scenico. Dopo essere apparsa a fianco di João Gilberto e Caetano Veloso in un programma televisivo, nel 1972 fu la protagonista dello spettacolo Fatal; l’anno dopo incise India, tratto dallo show omonimo, e si esibì al Marché International du Disque et de l'Édition Musicale di Cannes.
Insieme ai compagni Gil e Veloso fu sul palco a Bahia e a San Paolo nello spettacolo Temporada de verão, dal quale fu ricavato l’album che prende lo stesso nome. Nel 1975 eseguì la composizione di Dorival Caymmi Modinha para Gabriela, per la telenovela Gabriela, e la popolarità acquisita con quel motivo la portò a pubblicare l’anno dopo il disco Gal canta Caymmi. Sempre nel 1976, Gal Costa si unì a Maria Bethânia, Gilberto Gil e Caetano Veloso e insieme costituirono Os Doces Bárbaros; il quartetto ebbe un grande successo, e dopo il debutto a San Paolo lo spettacolo approdò a Rio de Janeiro rimanendo in cartellone per otto settimane. Seguì nel 1977 l’LP Caras e bocas, e dopo aver conquistato l’anno seguente il titolo di Miglior cantante da parte dell'Associazione brasiliana dei produttori discografici partì con Veloso per l’Europa dove fu presente in alcuni spettacoli alla televisione francese e a quella italiana. Gal Costa conquistò il primo disco d’oro della sua carriera con l’LP Água viva nel quale si trovano composizioni di Chico Buarque; e alla fine dell’anno fu a Buenos Aires per tre esibizioni e cantò in Sonho meu, traccia del disco Álibi di Maria Bethânia.

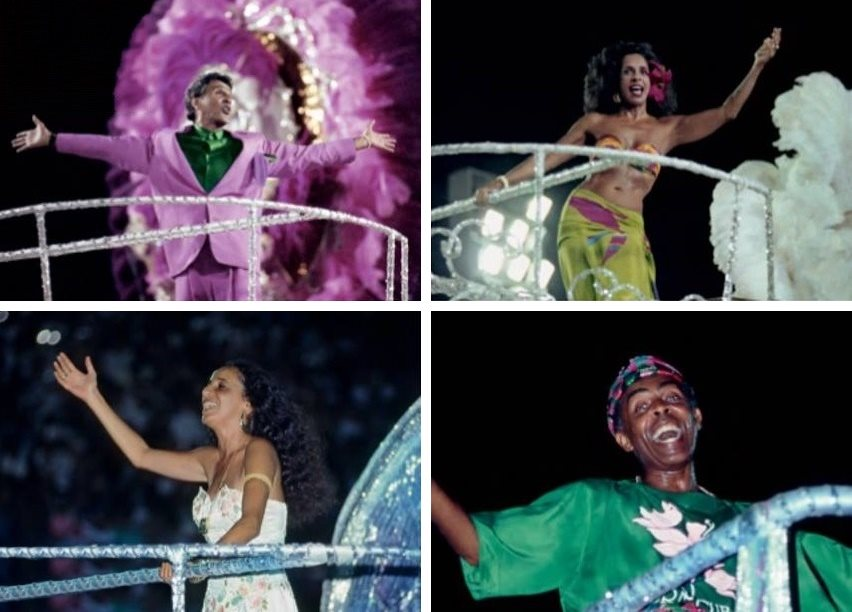
Gal Costa (in alto a destra) allo spettacolo "Doces Bárbaros na Mangueira" (1994)

La sua popolarità crebbe con lo spettacolo Gal Tropical, realizzato nel gennaio del 1979 e proposto in patria e all’estero; la cantante fu a Montreux, in Portogallo, Giappone e Argentina. Dallo show fu tratto l’omonimo LP con il quale la Costa ottenne il suo secondo disco d’oro, e l’anno dopo il terzo riconoscimento con l’album Aquarela do Brasil, lavoro nel quale interpretava composizioni di Ary Barroso. Nel 1981, insieme a Elis Regina, cantò in un programma televisivo il brano Amor até o fim, composto da Gilberto Gil; nello stesso anno ottenne il quarto disco d’oro con Fantasia, con il quale vinse anche il primo disco di platino. Un altro disco d’oro fu assegnato alla Costa nel 1982 per Festa do Interior, ricavato da uno spettacolo che spopolò in Brasile. Negli anni ottanta raggiunse fama internazionale dovuta anche alle sue tournée che fra gli altri Paesi toccarono Giappone, Francia, Israele, Stati Uniti, Argentina, Portogallo e Italia. In quel decennio, oltre a esibirsi in concerti, Gal Costa registrò l’LP Profana, lavoro che ebbe molti passaggi in radio, e poi nel 1990 Plural contenente composizioni di un ancora sconosciuto Carlinhos Brown. Nel 1994, per celebrare il diciottesimo anniversario della nascita dei Doces Bárbaros, si riunì ai vecchi compagni Gil, Veloso e Bethânia; i quattro si esibirono per la scuola di samba di Mangueira nello show Doces Bárbaros na Mangueira, e furono ricambiati con Atrás da verde e rosa só não vai que você già morto, titolo che faceva il verso a Atrás do trio Eléctrico di Caetano Veloso. Doces Bárbaros na Mangueira fu anche portato sul palco del Royal Albert Hall, e sempre nel 1994 Gal Costa fu protagonista dello spettacolo (e dell’album) O sorriso do gato de Alice, premiato dalla Associação Paulista de Críticos de Arte.

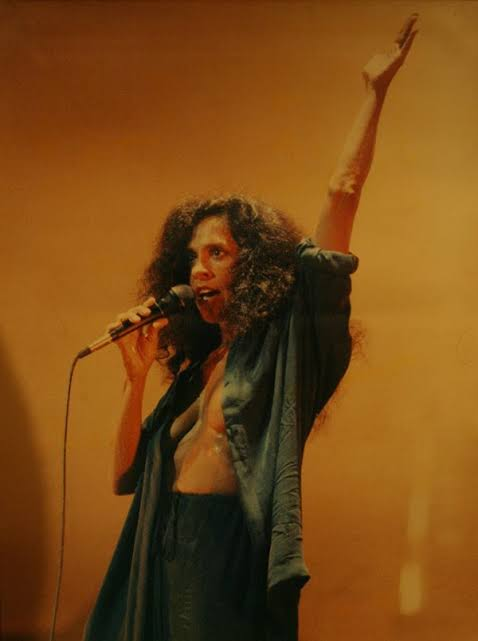
Gal Costa nel 1994 mentre canta O sorriso do gato de Alice

Nel settembre dell’anno seguente pubblicò Mina d’água do meu canto, album che comprendeva solo brani composti da Caetano Veloso e Chico Buarque. Acústico MTV è il nome del CD e del video incisi nel 1997 dalla cantante che replicò l’anno successivo con il CD Aquele frevo axé. Nel 1999 fu in tournée in patria proponendo un omaggio a Tom Jobim; il tour costituì il lancio dell’omonimo album. L’anno seguente fu protagonista di uno spettacolo accanto a Maria Bethânia al Metropolitan di Rio de Janeiro, e si esibì sulla spiaggia di Ipanema nello show Rio Bossa Nova 2000 insieme a Leny Andrade e a Os Cariocas, fra gli altri. Il 2001 vide la cantante registrare il CD De tanto amores e celebrare Tom Jobim con la partecipazione allo spettacolo 40 anos de Bossa Nova. Nello stesso anno, unica cantante brasiliana, fu inclusa nella Hall of Fame della Carnegie Hall. Nel 2002, oltre all’incisione del CD Bossa tropical, tenne il concerto Doces Bárbaros a fianco dei vecchi compagni di strada Gilberto Gil, Caetano Veloso e Maria Bethania, spettacolo a cui assistettero 100 000 spettatori. L'anno seguente celebrò Tom Jobim e Stan Getz in uno spettacolo alla Carnegie Hall, con una sezione ritmica brasiliana e la partecipazione, fra gli altri, di Ryuichi Sakamoto, Tom Scott, Michael Feinstein e John Pizzarelli; e pubblicò l’album Todas as coisas e eu contenente anche Folhas secas, Copacabana e Ave Maria no morro, canzoni che la Costa dichiarò essere appartenute alla propria formazione musicale. Il CD Hoje fu messo in commercio nel 2005, e l’anno dopo partì il tour di lancio dell’album da Rio de Janeiro.

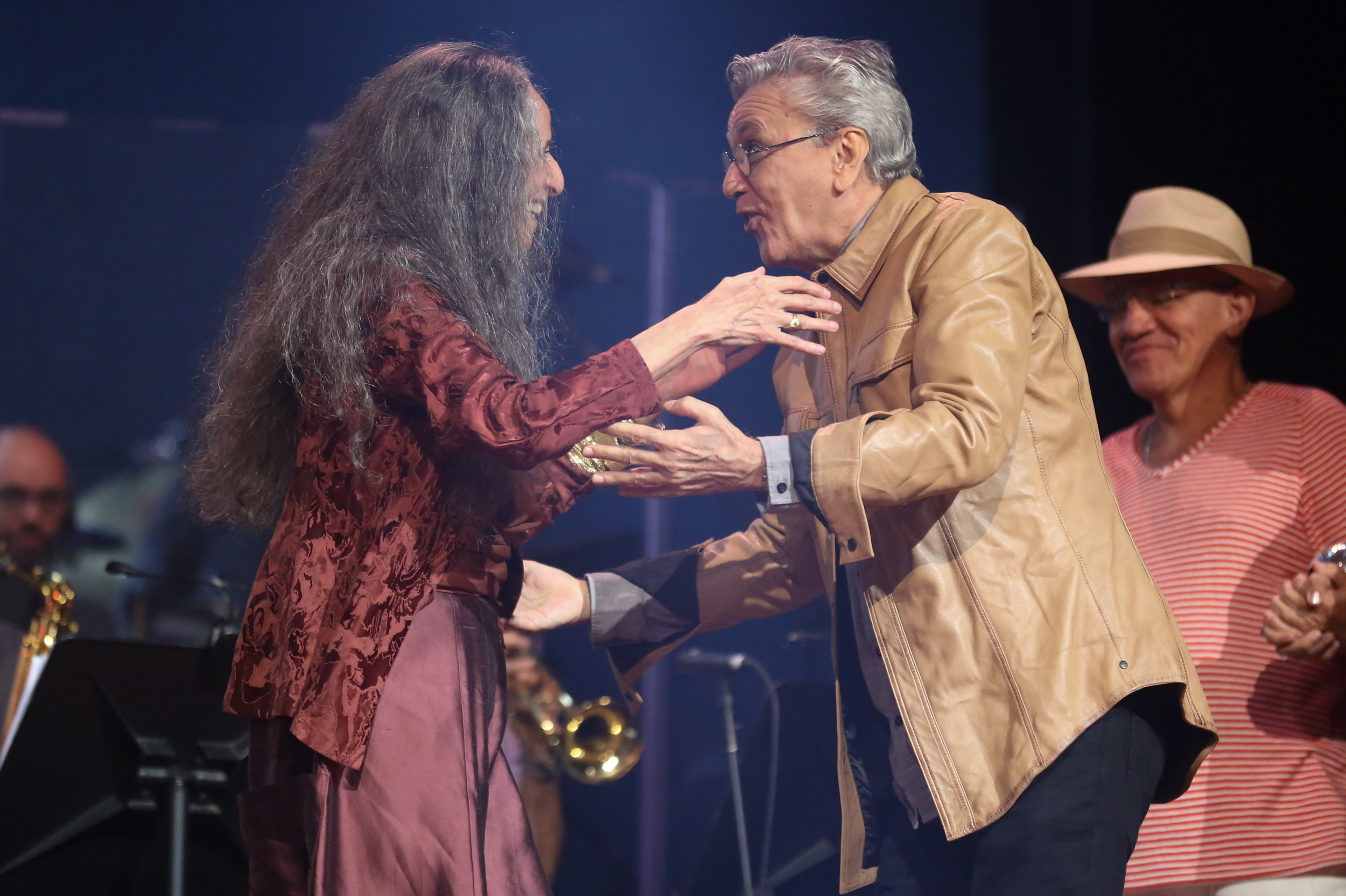
Maria Bethânia e Caetano Veloso, 2015

Prodotto da Caetano Veloso, nel 2011 venne pubblicato Recanto, nel quale Gal Costa interpretò brani composti da Veloso e fu accompagnata da quattordici musicisti che suonano strumenti acustici ed elettrificati; fra di loro, al pianoforte, Daniel Jobim, nipote del celebre Tom. Lo spettacolo di lancio dell’album ebbe luogo a Rio nel 2013; l’esibizione produsse il doppio CD Recanto ao vivo e il relativo DVD. Nel 2014 venne ritrovata una registrazione che vedeva nel 1971 Gilberto Gil e Gal Costa esibirsi in uno spettacolo improvvisato nella capitale inglese, e ne fu ricavato l’album Gilberto Gil & Gal Costa – Live in London. Quindici tracce compongono l’album del 2015 Estratosférica, dove figurano brani scritti da Marisa Monte, Céu, Thalma de Freitas, Caetano Veloso, Milton Nascimento, Tom Zé, Moreno Veloso, Antonio Cicero e Johnny Alf, compositori i cui lavori, in maggioranza, non erano mai stati registrati prima dalla Costa che, nello stesso anno, fu protagonista degli spettacoli Espelho d´água – nel quale cantò con il solo accompagnamento della chitarra di Guilherme Monteiro – e Ela disse-me assim, acclamato dal giornale O Globo. Come d’uso, si svolse uno spettacolo di lancio per il disco, e l’artista conquistò il 27º Prêmio da Música Brasileira. Nel 2017 aveva condiviso il palco con Gilberto Gil e Nando Reis nello spettacolo Trinca de ases presentato a San Paolo e a Rio de Janeiro, e successivamente portato in tournée.
Dopo una presenza europea nel 2018, fu pubblicato il CD Fruta gogoia per celebrare i cinquant’anni di carriera della cantante: fra gli oltre cinquecento brani eseguiti dall’artista, sono stati selezionati a essere inclusi nel lavoro Tigresa, Meu bem, meu mal, Baby, Não identificado, Força estranha, Estrada do sol, Vapor barato, Folhetim, Volta, Pérola negra, Sorte, Só louco. Nello stesso anno, Gal Costa incise A pele do futuro, al quale parteciparono Marília Mendonça e Maria Bethânia. Il CD contiene tredici brani, l’LP undici tracce, con l’esclusione di O samba dentro da lei e Abre-alas do verão. Il 2019 la vide per la prima volta esibirsi al Sambodromo di Rio de Janeiro, e nello stesso anno fu commercializzato A pele do futuro ao vivo in formato CD e DVD. Due anni dopo fu pubblicato Nenhuma Dor, nel quale Gal Costa cantava al fianco di colleghi delle successive generazioni fra i quali Rodrigo Amarante, Silva, Criolo, Seu Jorge e Jorge Drexler.
Gal Costa è morta nel 2022 a settantasette anni, nella sua residenza a San Paolo. La cantante era affetta da un tumore alla gola, ma a detta del suo ufficio stampa il decesso è stato causato da un infarto.

## Vita privata
Gal Costa era bisessuale: ebbe relazioni con Marco Pereira, Marina Lima e Lúcia Veríssimo. Non si sposò mai; nel 2007, da single, adottò un bambino, che all'epoca aveva due anni.

## Discografia
- 1967 - Domingo (con Caetano Veloso)
- 1969 - Gal Costa
- 1969 - Gal
- 1970 - Legal
- 1973 - Índia
- 1974 - Cantar
- 1975 - Gal Canta Caymmi
- 1977 - Caras e Bocas
- 1978 - Água Viva
- 1979 - Gal Tropical
- 1980 - Aquarela do Brasil
- 1981 - Fantasia
- 1982 - Minha Voz
- 1983 - Baby Gal
- 1984 - Profana
- 1985 - Bem Bom
- 1987 - Lua de Mel Como o Diabo Gosta
- 1990 - Plural
- 1992 - Gal
- 1994 - O Sorriso do Gato de Alice
- 1995 - Mina D'Água do Meu Canto
- 1998 - Aquele Frevo Axé
- 2001 - Gal de Tantos Amores
- 2002 - Gal Bossa Tropical
- 2004 - Todas as Coisas e Eu
- 2005 - Hoje
- 2011 - Recanto
- 2015 - Estratosférica
- 2018 - A Pele do Futuro
- 2021 - Nenhuma Dor

### EP
- 1965 - Maria da Graça

### Live
- 1971 - Fa-Tal - Gal a Todo Vapor
- 1997 - Acústico MTV
- 1999 - Gal Costa Canta Tom Jobim Ao Vivo
- 2006 - Gal Costa Live at the Blue Note
- 2006 - Gal Costa ao Vivo
- 2013 - Recanto ao Vivo
- 2014 - Live in London '71 (con Gilberto Gil)
- 2017 - Estratosférica ao vivo
- 2018 - Trinca de ases Multishow ao vivo (con Gilberto Gil e Nando Reis)

### Colonne sonore
- 1983 -  colonna sonora del film Gabriela

## Filmografia parziale
- Dancin' Days - telenovela (Rede Globo, 1978)... sé stessa
- O Mandarim - film  (1995)... Carmen Miranda